# Монне, Кароль
Кароль Монне (фр. Carole Monnet; род. 1 декабря 2001, Боярка, Украина) — французская профессиональная теннисистка. Победительница одного турнира WTA 125 в парном разряде; и победительница 10 турниров ITF (8 — в одиночном разряде).

## Общая информация
Родилась 1 декабря 2001 года в Боярке, в Киевской области Украины, и имеет украинское происхождение. В возрасте двух лет была удочерена французскими родителями из Тулузы (регион Окситания).

## Спортивная карьера
В 2019—2023 годах стала победительницей восьми турниров ITF в одиночном разряде.
И в 2019—2024 годах стала победительницей ещё одного турнира WTA 125 и двух турниров ITF в парном разряде.

### 2024
В начале мая 2024 года стала финалисткой в парном разряде вместе с соотечественницей Эстель Касино турнира WTA 125 Открытый чемпионат Сен-Мало (Франция), где они в финале проиграли паре Анастасия Децюк и Амина Аншба со счётом 6-7(7), 6-2, [5:10].
В сентябре 2024 года в Бухаресте (Румыния) стала победительницей турнира WTA 125 Трофей Фонда Цириака в парном разряде вместе с латышкой Дарьей Семенистой, где в финале они победили пару Алёна Большова и Катажина Кава со счётом 1-6, 6-2, [10:7].

## Итоговое место в рейтинге WTA по годам
| Год  | Одиночный рейтинг | Парный рейтинг |
| 2024 | 231               | 136            |
| 2023 | 182               | 323            |
| 2022 | 224               | 463            |
| 2021 | 311               | 381            |
| 2020 | 459               | 790            |
| 2019 | 811               | 1412           |
| 2018 | 869               | —              |